# 岩手日産自動車
岩手日産自動車株式会社（いわてにっさんじどうしゃ）は、岩手県盛岡市に本社を置く日産自動車の販売会社である。
青森日産自動車、日産プリンス岩手販売、モトーレン仙台などを傘下に置き、北東北エリアでの有力地場資本会社として営業している。

## 沿革
- 1946年 - 岩手日産自動車株式会社設立。
- 2011年 - 東日本大震災により釜石日産が閉店。
- 2018年 - 株式会社雫石日産を吸収合併し、岩手日産自動車雫石店とする[1]。
- 2022年8月 - 分社拠点を吸収合併し、全拠点直営店舗となる。
- 2023年4月 - グループ会社を含めた持株会社制度に移行。岩手日産のリース事業子会社「日産岩手商事株式会社」を「NBMホールディングス株式会社」に社名変更の上グループ統括会社とし、青森日産・プリンス岩手・モトーレン仙台の中核3社を当該会社の傘下に変更する。同時に、モトーレン仙台グループの通称を「クエタグループ」とする[2]。

## 拠点
- ア・エール23 - 盛岡市西見前15地割150番地
- 盛岡青山店 - 盛岡市月が丘一丁目1-1
- 盛岡南インター店 - 盛岡市北飯岡4丁目12－15
- 日産ギャラリー - 盛岡市大沢川原1丁目4-20（登記上の本店）
- 宮古店 - 宮古市実田1-8-12
- 大船渡店 - 大船渡市立根町字前谷地12-1
- 花巻空港店 - 花巻市石鳥谷町江曽第5地割53-3
- 花北店 - 北上市村崎野19-127-1
- 北上店 - 北上市鬼柳町荒高180
- 遠野店 - 遠野市松崎町白岩19地割41-1
- 千厩店 - 一関市千厩町千厩字舘山5－3
- 二戸店 - 二戸市堀野字馬場65-3
- 西根店 - 八幡平市大更第18地割88-108
- 水沢店 - 奥州市水沢区多賀6-2
- 雫石店 - 岩手郡雫石町板橋41-10（旧・雫石日産）
- 平泉店 - 西磐井郡平泉町平泉字高田88-2
- 大槌店 - 上閉伊郡大槌町大槌第15地割95番263

### ルノー販売拠点
- ルノー盛岡 - 盛岡市大沢川原1丁目4-20

## 岩手県内の他の日産ディーラー
- 日産プリンス岩手販売
- 盛岡日産モーター
- 日産チェリー岩手販売